# Муруринский перевал
Муруринский перевал (Мурурин) — перевал на Каларском хребте Станового нагорья близ речки Мурурин, на 1820-м километре проходящей по нему Байкало-Амурской магистрали, в 10 км к ЮЮЗ от станции (разъезда) Мурурин. Самая высокая точка БАМа (1323 метра над уровнем моря).

## География
Высота Муруринского перевала составляет 1323 метра над уровнем моря.
Перевал находится на Каларском хребте Станового нагорья поблизости от реки Мурурин.

## Транспорт
Муруринский перевал (1323 метра над уровнем моря) является высшей точкой пути Байкало-Амурской магистрали; крутые уклоны при заходе на этот перевал требуют применения двойной тяги и ограничения веса поездов.
Грузовые поезда на перевал затягивают трёхсекционные тепловозы, в которых третья секция обеспечивает дополнительную мощь. Также помогают подняться поезду локомотивы, которые подталкивают составы вверх.
В ~10 км от перевала расположен одноимённый железнодорожный разъезд Мурурин; в последнее время его всё чаще называют станцией.
Также, через перевал проходит автодорога Икабья — Хани.

## В искусстве
- 1994 год — снят кинофильм «Перевал Мурурин»[4]; режиссёр и сценарист: Эдуард Хохлов.

## Интересные факты
Перевал Мурурин является не только самой высокой точкой БАМа, но и вообще самой высокой точкой Российских железных дорог.